# Jean Konan Banny
Pour les articles homonymes, voir Banny.
Jean Konan Banny, né le 14 juillet 1928 à Divo en Côte d'Ivoire et mort le 27 mai 2018 à Cocody en Côte d'Ivoire, est un homme politique ivoirien membre du PDCI, ministre de la Défense de 1961 à 1963 et de 1981 à 1990.

## Biographie

### Formation en engagements politiques
Jean Konan Banny fait des études de droit à Montpellier et devient avocat. Député à l’Assemblée constituante, il participe au congrès constitutif de la Jeunesse du rassemblement démocratique africain de Côte d'Ivoire (JRDACI) le 14 mars 1959.   

### Au gouvernement
Le 30 avril 1959, Félix Houphouët-Boigny, devenu Premier ministre de la Côte d'Ivoire, nomme Jean Konan Banny secrétaire d'État auprès du Premier ministre, chargé de la Jeunesse et des Sports. Ce dernier participe alors à la rédaction des principaux textes fondateurs de la jeune République naissante, et participe au Comité qui a choisi les couleurs du drapeau national ainsi que l’hymne national.  
Le 3 janvier 1961, Jean Konan Banny est nommé ministre de la Défense du premier gouvernement Houphouët-Boigny de la première République de Côte d'Ivoire.  

### Eviction et condamnation
À la fin de l'été 1963, Jean Konan Banny est mis en cause dans complot supposé visant Félix Houphouët-Boigny. La découverte de ce complot supposé est l'occasion d’éliminer de la scène politique les dirigeants de l’aile gauche du PDCI. Certains des conjurés sont également membres de la franc-maçonnerie, la plupart du Grand Orient, dont Jean Konan Banny, le président de la Cour suprême Ernest Boka (mort sans explication), le ministre de l'Agriculture Jean-Baptiste Mockey, le ministre de la Justice Germain Coffi Gadeau et celui de l'Information Amadou Thiam. Ils sont arrêtés et emprisonnés à la prison d'Assabou à Yamoussoukro. 
La Cour de sûreté de l’État est réunie à Yamoussoukro, les accusés sont jugés pour complot contre l’intégrité territoriale de la Côte d’Ivoire. Le 30 novembre 1964, la Cour de sûreté de l’État prononce six condamnations à mort, dont celle de Jean-Konan Banny. Gracié par le président Félix Houphouët-Boigny en novembre 1965, il est libéré le 11 mai 1967.

### Retour au gouvernement
En février 1981, Felix Houphouët Boigny nomme Jean Konan Banny de nouveau ministre de la Défense et du service civique. Il succède à Blé Kouadio M’Bahia et reste en poste plus de 9 ans, jusqu'en novembre 1990.

### A Yamoussoukro
En 1985, il est élu maire de Yamoussoukro ; poste qu’il occupe pendant dix ans avant qu'Henri Konan Bédié le nomme ministre résident du district autonome de Yamoussoukro.

### Activités politiques
Jean Konan Banny est membre du bureau du PDCI depuis 1975. Également membre du conseil des sages du PDCI, Jean Konan Banny soutient son frère cadet Charles Konan Banny dans sa volonté de se présenter à l'élection présidentielle de 2015.

### Autres activités et mort
Retiré de la vie publique, Jean Konan Banny se consacre à ses affaires, dans le domaine de la transformation et de l’exportation de jus de fruits, principalement d'ananas, à travers la Société fruitière du Bandama.
Il meurt le 27 mai 2018 à la polyclinique internationale Sainte-Anne-Marie de Cocody située à l'est d'Abidjan.

### Famille
Jean Konan Banny est le frère aîné du général François Konan Banny, et de Charles Konan Banny, ancien Premier ministre et ancien gouverneur de la BCEAO. Jean Konan Banny est également le demi-frère de l'ex-conseiller spécial de la primature Firmin Brou.

## Distinctions
- Grand-croix de l’ordre national
- Grand officier de la Légion d’honneur